# Rollinsia
Rollinsia é um género botânico pertencente à família Brassicaceae.